# Walterantus rufoclypeatus
Walterantus rufoclypeatus är en skalbaggsart som beskrevs av Frey 1960. Walterantus rufoclypeatus ingår i släktet Walterantus och familjen bladhorningar. Inga underarter finns listade i Catalogue of Life.